# 金日成広場
座標: 北緯39度1分9秒 東経125度45分12秒 / 北緯39.01917度 東経125.75333度
金日成広場（キム・イルソンひろば）は、朝鮮民主主義人民共和国（北朝鮮）の平壌市中区域にある広場。大同江の西岸にあり、人民大学習堂や大同江を挟んで主体（チュチェ）思想塔と隣り合っている。1954年8月に竣工した。　　　　　　　　　　　　　　　　　　名前は同国の初代最高指導者、金日成 (1912 - 1994) に由来する。

## 概説
面積は75000m2に達し、世界で16番目に大きい中央広場であり、朝鮮民主主義人民共和国の道路元標のような基準地点でもある。広場の地面は花崗岩で敷きあげられている。祝典、集会、政治、文化の活動などを行う場所として使われている。祭礼のためかいわゆるバミリ（立ち位置記載）がなされている。
1992年に行われた朝鮮人民軍創建60周年記念軍事パレードは世界的に報道され、この広場を有名にした。特に日本のテレビ放送では20数年以上に亘って映像が使い回されステレオタイプを促進する形となった。
2012年にはそれまで飾られていたカール・マルクスとウラジーミル・レーニンの巨大な肖像画が外された。朝鮮労働党本部に飾られていた金日成の肖像画も撤去されている。
2020年5月、広場一帯が閉鎖されて改修工事が行われた。クレーン車で軍事パレードの際に閲兵に使う施設などが取り壊されていること、広場内の金日成・金正日の肖像画が撤去されたことが衛星写真により確認されている。なお、同年10月10日に行われた朝鮮労働党創建75周年記念軍事パレードでは閲兵施設の改装、金日成・金正日の肖像画の人民大学習堂への移設が確認された。

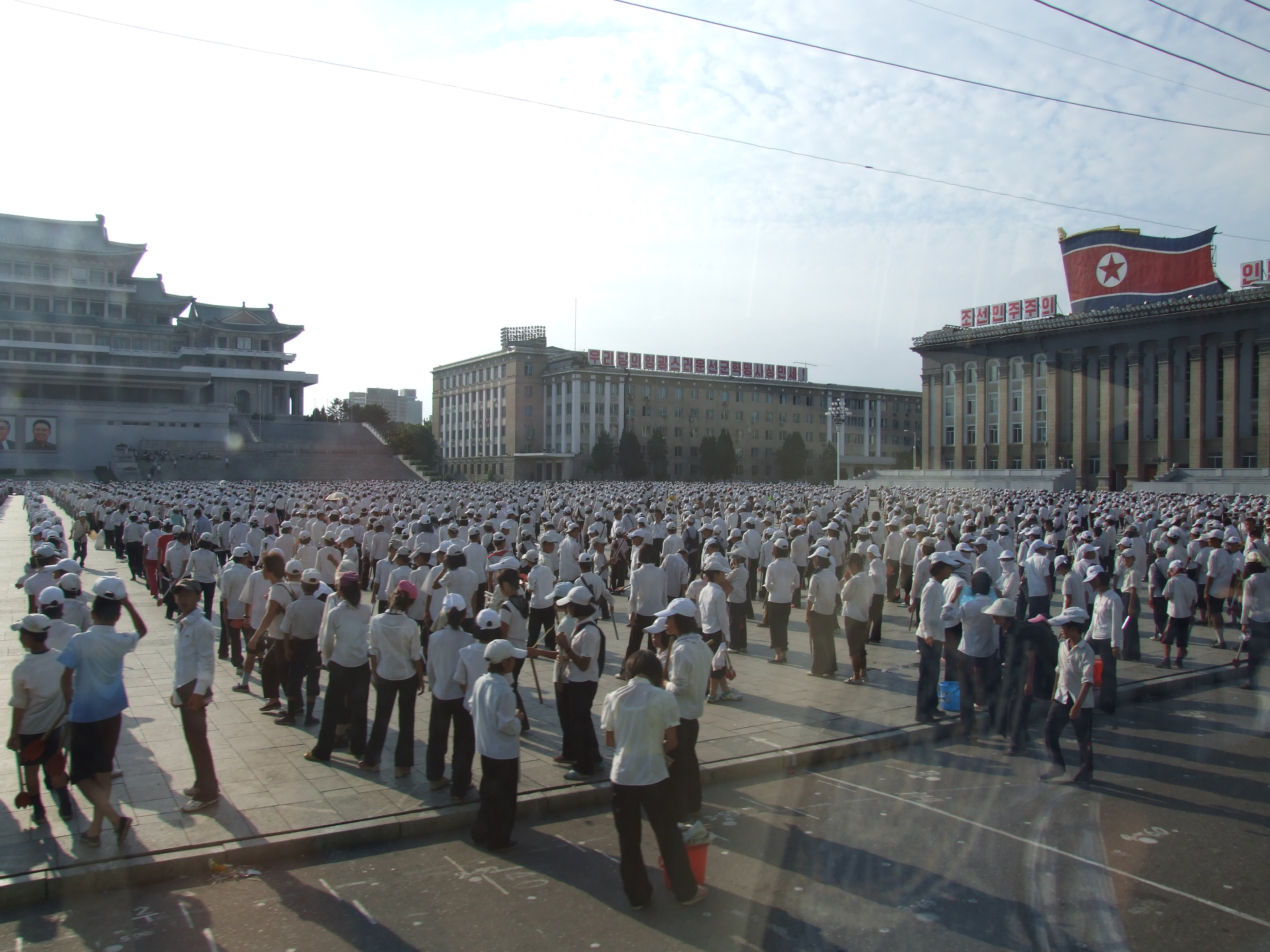
朝鮮労働党創立記念日松明パレード練習（2012年）
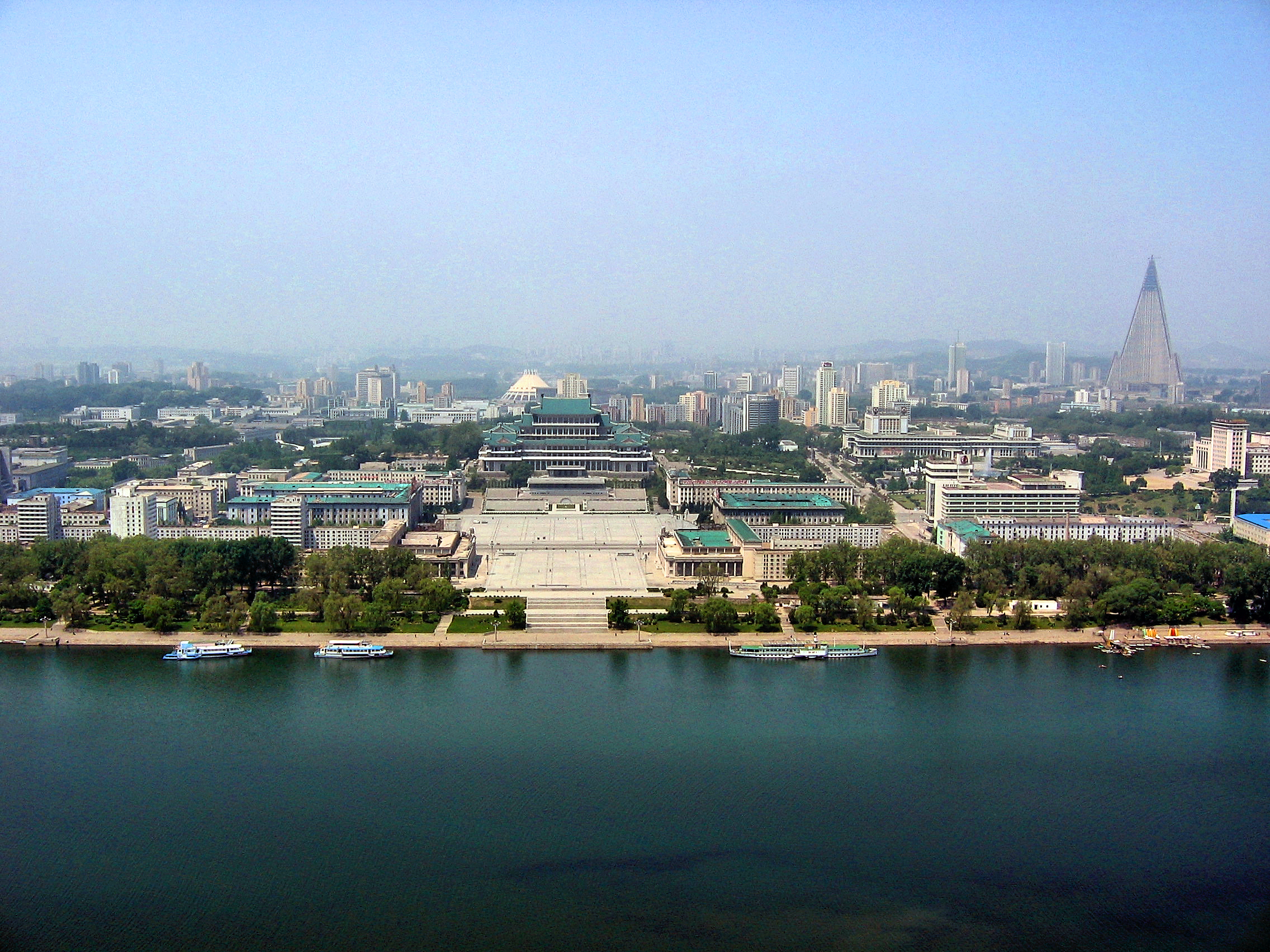
主体思想塔から見た金日成広場
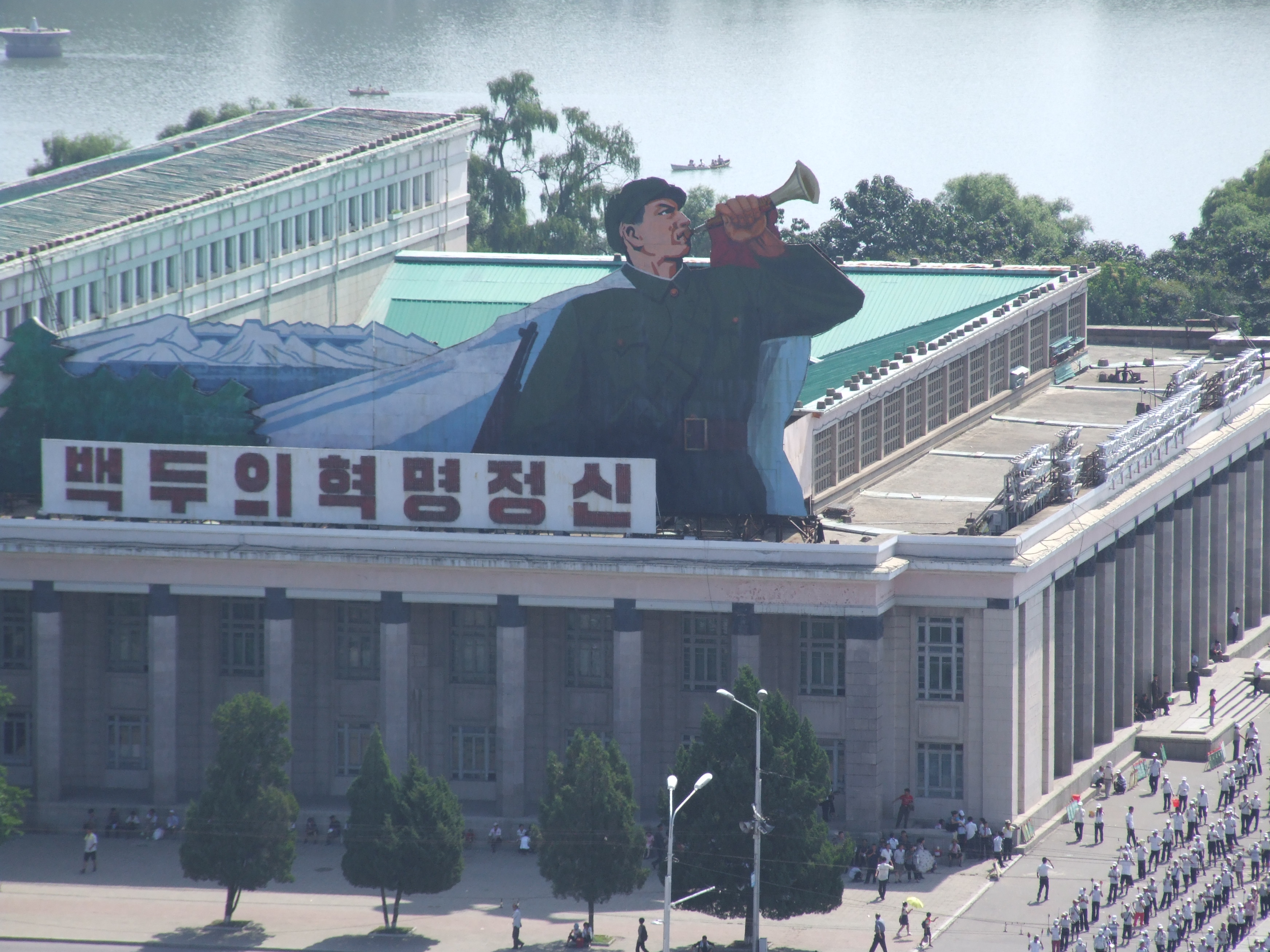
中央歴史博物館
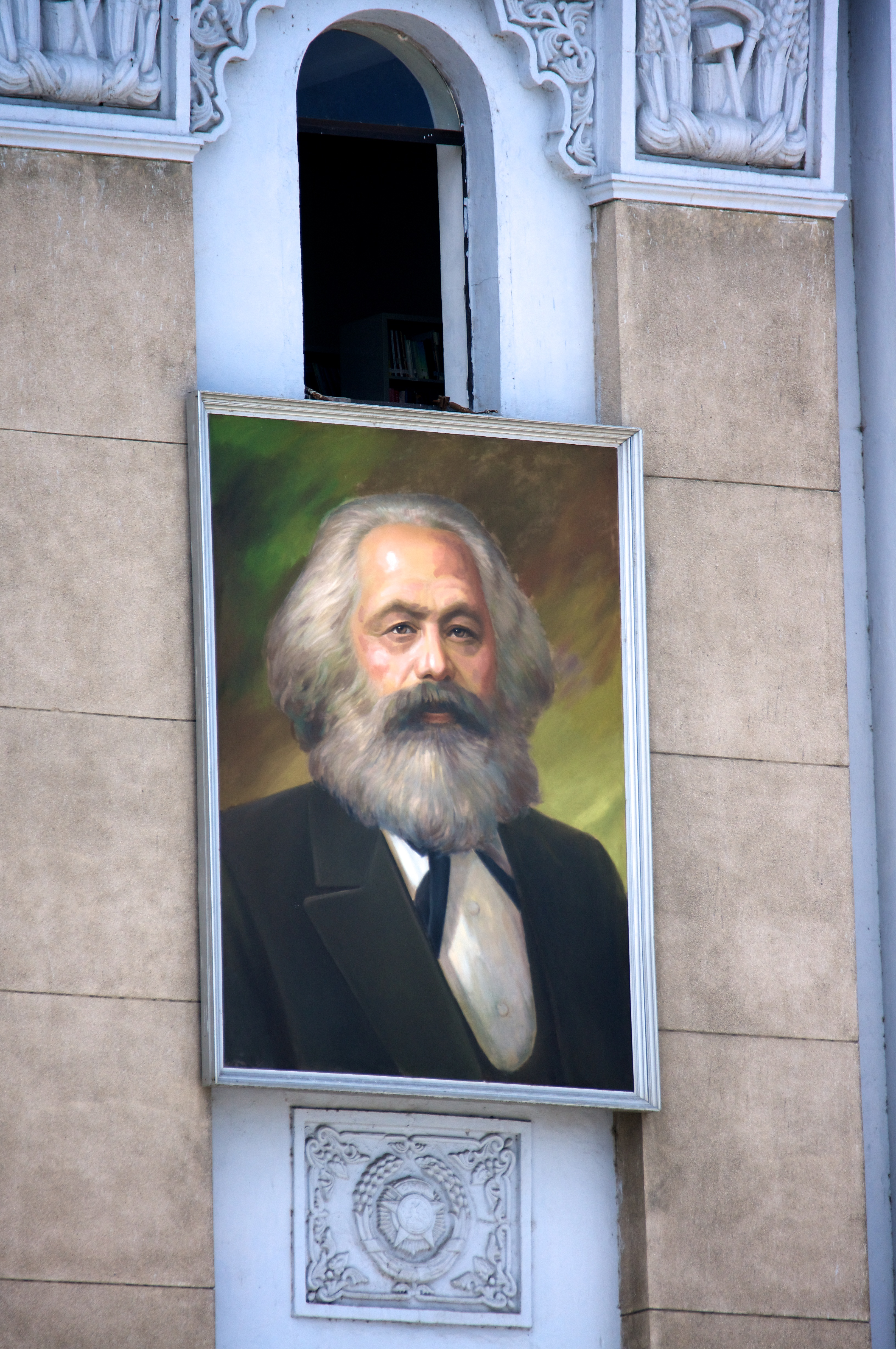
マルクスの肖像画（2012年に撤去）
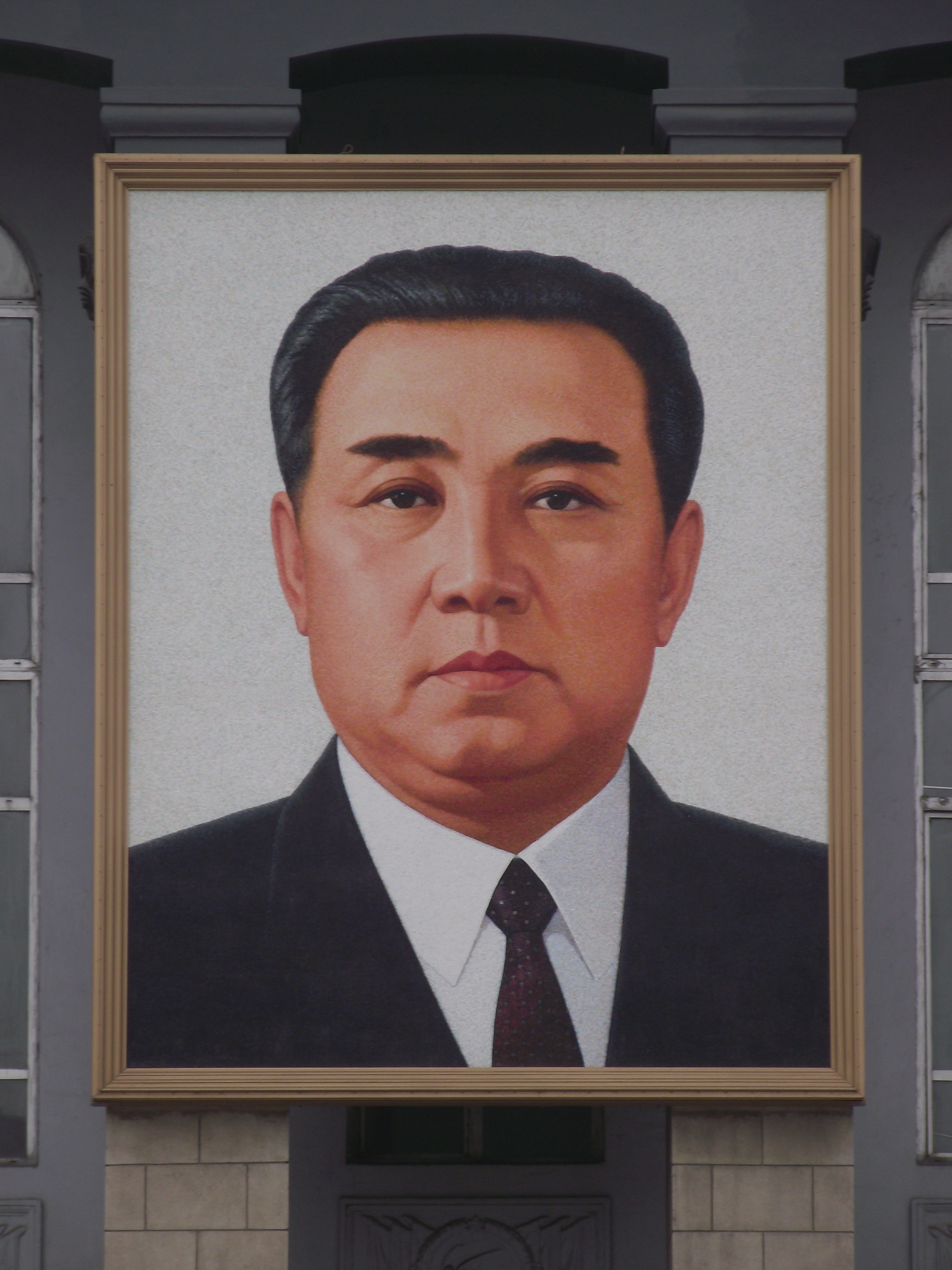
金日成主席の肖像画（2012年に撤去）
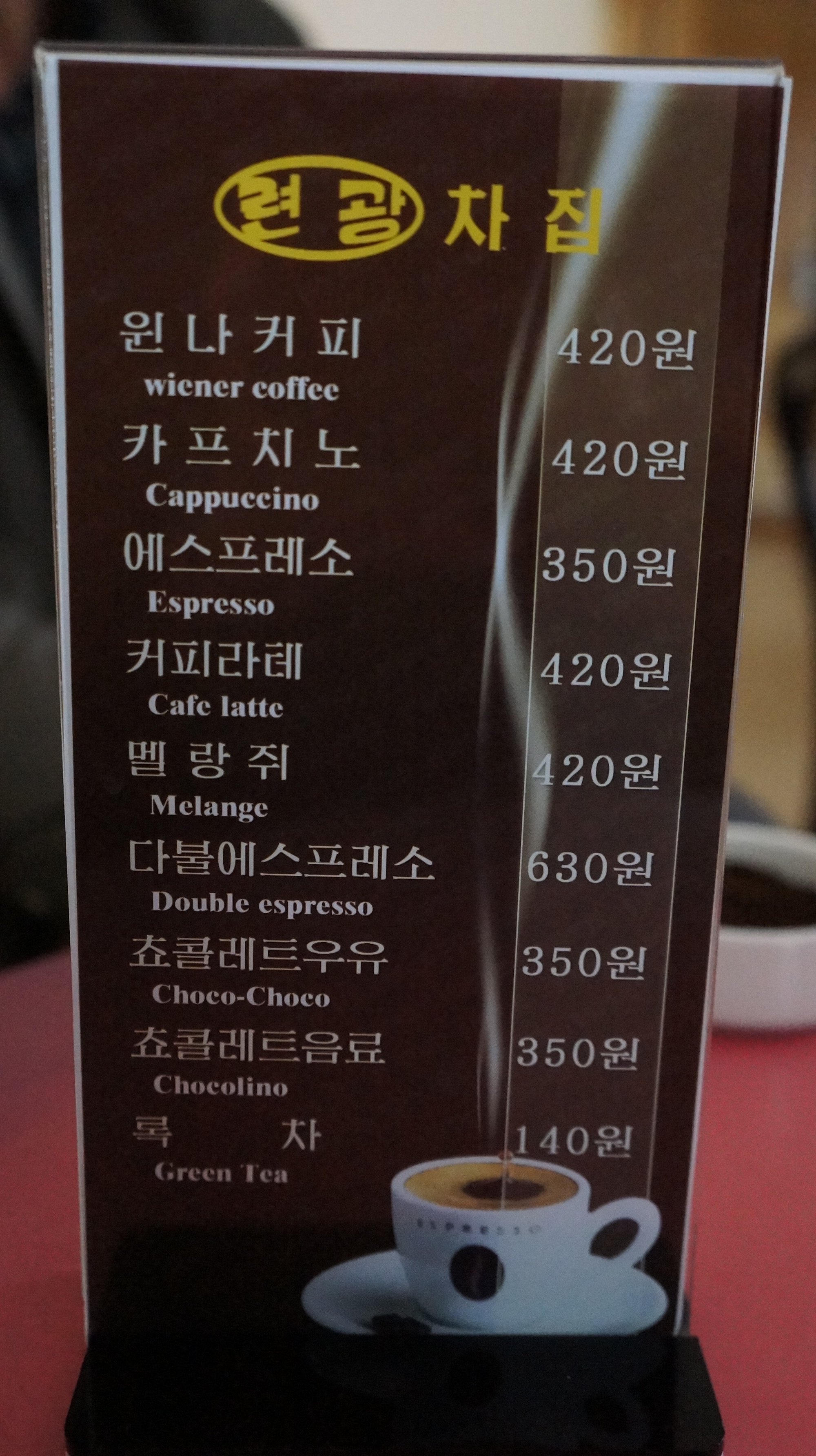
ヘルムートザッハースコーヒー店
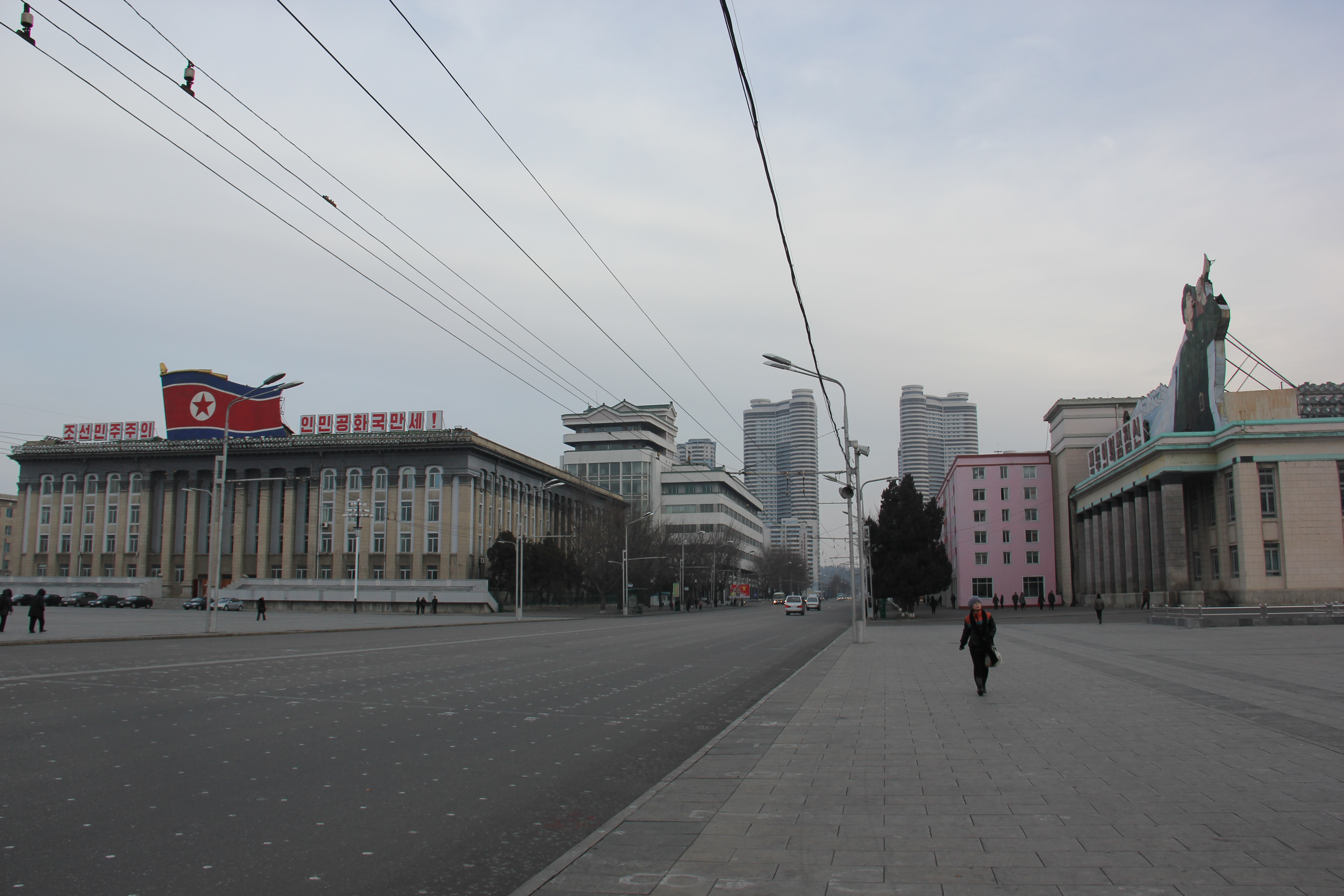
広場を横切る勝利通り

## 周辺
この広場を取り囲む建物類。

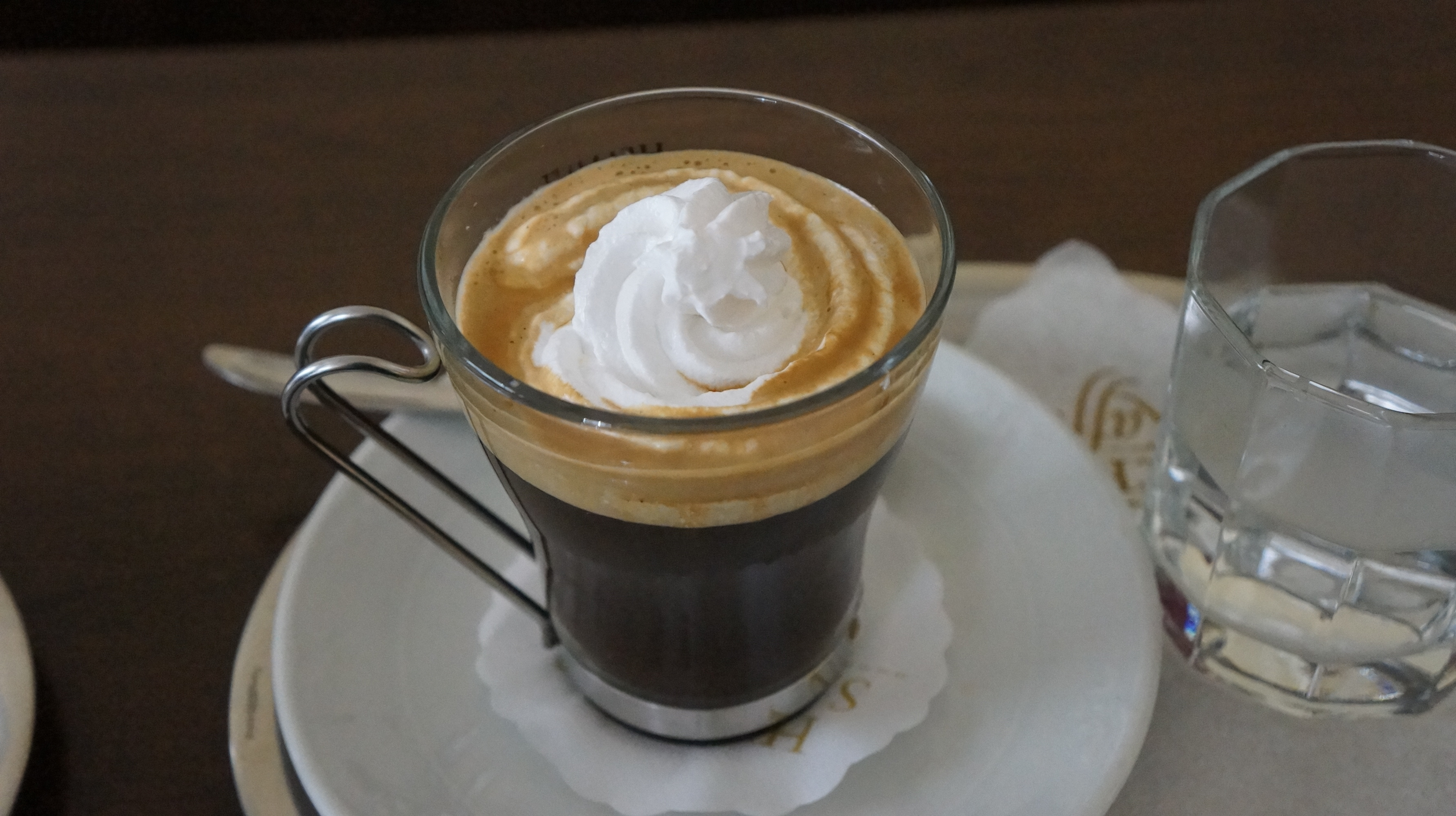
ヘルムートザッハースコーヒーのコーヒー

- 人民大学習堂 - 大型図書館。右方に進むと万寿台芸術劇場
- 朝鮮中央歴史博物館 - 後方は外国語書店
  - ヘルムートザッハースコーヒー
ウイーン発祥のコーヒー店
- 朝鮮美術博物館
- 朝鮮労働党本部 - 後方は平壌第1百貨店
- 貿易省庁舎
  - DHL平壌事務所
世界的な小口貨物会社
- 外務省庁舎
- 内閣庁舎 - 後方は朝鮮労働党平壌市委員会
- 朝鮮社会主義女性同盟（女盟）中央委員会
- 大同江公園
- チュチェ（主体）思想塔
大同江を挟んだ対岸。広場から見ると正面にあたる。この広場に集まった市民向けにライトアップと花火で祝賀することがある。